# Aleix Espargaró i Villà
Aleix Espargaró i Villà   (Granollers, 30 de juliol de 1989) és un pilot de motociclisme català de renom internacional. Va ser campió d'Espanya de 125cc el 2004 i més tard va competir al mundial de MotoGP. La seva millor temporada fou la del 2022, en què va acabar quart al mundial i va aconseguir-hi la seva primera victòria al Gran Premi de l'Argentina. Després de competir amb l'equip de fàbrica de Suzuki dues temporades (2015-2016), el 2017 va entrar a l'Aprilia Racing Team Gresini (ART) i va competir amb aquesta marca fins al 2024, en què va anunciar la seva retirada dels Grans Premis un cop acabada la temporada. La temporada següent, Espargaró va formar part de l'equip ciclista Lidl-Trek.
Al llarg de la seva carrera, Espargaró va guanyar tres vegades consecutives el campionat del món CRT/Open (2012-2014), una subcategoria especial de MotoGP. Aleix és el germà gran de Pol Espargaró, un altre destacat pilot de motociclisme que fou campió del món de Moto2 el 2013.

## Carrera esportiva

### Primers anys
Tal com va fer el seu germà Pol, Aleix Espargaró va començar a competir de ben petit, inicialment en modalitats de fora d'asfalt. El 1999, a 10 anys, va guanyar el campionat de Catalunya d'enduro de 60cc i fou tercer al de motocròs, també de 60cc. El 2001 va guanyar el campionat de Supermotard Rieju de Catalunya i el d'Espanya. Un cop passat a la velocitat, el 2003 en guanyà el campionat de Catalunya de 125cc, el qual revalidà l'any següent. Aquell any, 2004, va guanyar també el campionat d'Espanya FIM CEV de 125cc després d'obtenir-hi una victòria i dos podis i esdevingué així el pilot més jove a proclamar-se Campió d'Espanya de velocitat.

### 125cc
Aleix Espargaró va debutar al mundial de motociclisme de 125cc a 15 anys tot disputant el Gran Premi de la Comunitat Valenciana de 2004. El 2005 va disputar la seva primera temporada completa en aquest campionat amb l'equip Seedorf Racing, pilotant una Honda.

### 250cc
A mitjan temporada del 2006, Espargaró va passar dels 125cc als 250cc amb l'equip Wurth Honda BQR, aprofitant que Sebastian Porto es retirà de la competició i Martín Cárdenas ocupà la seva vacant a l'equip. Espargaró va competir en aquesta categoria amb diversos equips fins al 2008.
De cara al 2009, l'equip italià Campetella Racing li havia ofert un acord, però acabaren desdint-se'n i Espargaró restà sense moto. Tot i així, feu sengles aparicions a Assen i a Sachsenring com a suplent per a l'equip Balatonring. També aprofità per a fer de pilot de desenvolupament de la futura categoria de Moto2.

### MotoGP

#### Pramac Racing (2009-2010)

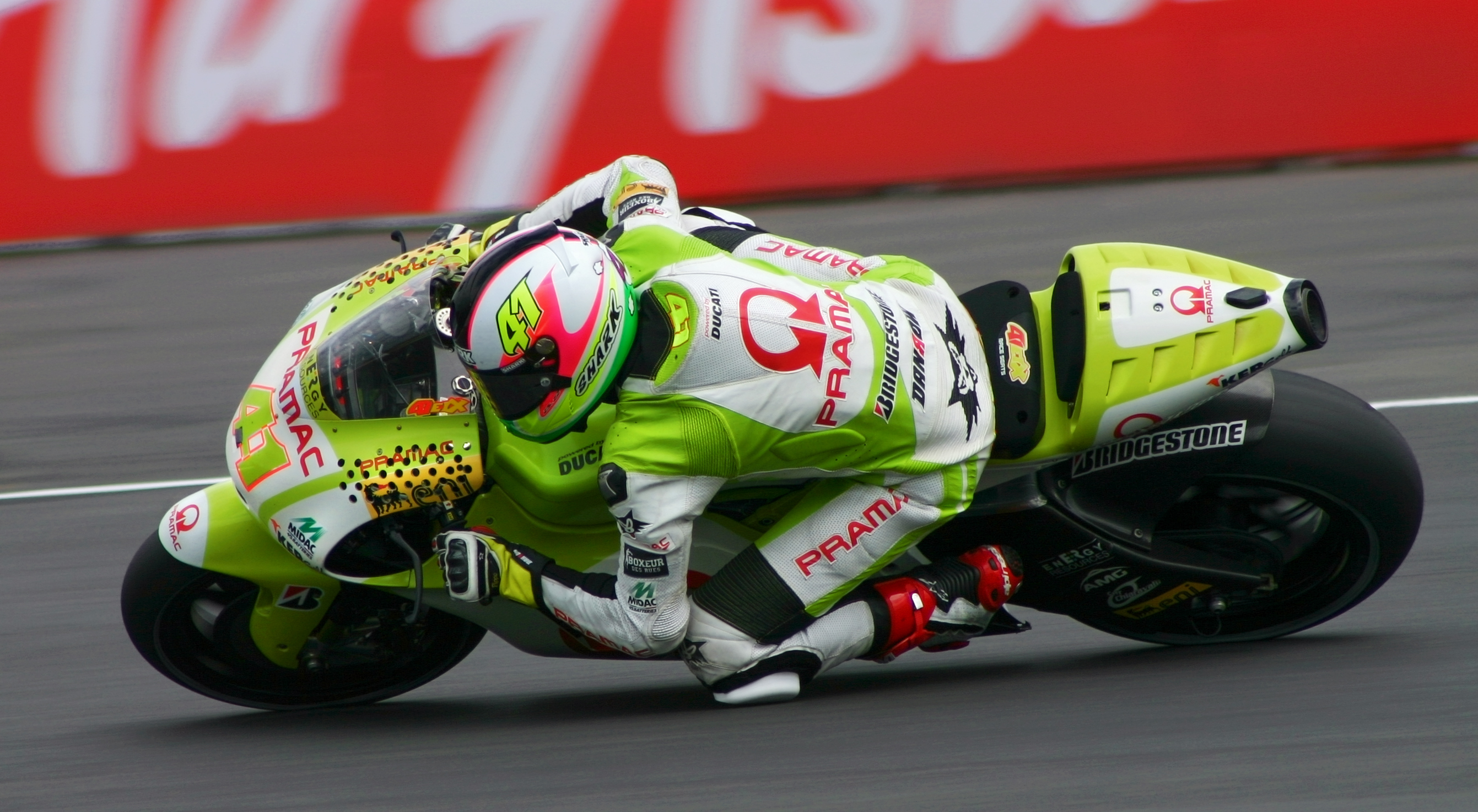
Al del 2010

El 19 d'agost del 2009 s'anuncià l'entrada d'Espargaró a l'equip Pramac Racing per tal de córrer en la categoria de MotoGP al Gran Premi d'Indianàpolis i al Gran Premi de San Marino com a substitut de Mika Kallio, qui al seu torn substituïa Casey Stoner a l'equip oficial de Ducati. El 6 d'octubre d'aquell mateix any es feu públic que Espargaró correria amb l'equip Pramac Ducati tot el mundial de MotoGP del 2010 com a substitut de Niccolò Canepa. També va reemplaçar el lesionat Canepa a les dues darreres curses del mundial del 2009, a Sepang i a Xest.
El 2010 va romandre al mateix equip amb Mika Kallio com a company. Durant el Gran Premi d'Alemanya, Espargaró es va veure involucrat en un incident amb Álvaro Bautista i Randy de Puniet en què es va fracturar una vèrtebra i es va fer un petit tall al genoll. El seu millor resultat van ser dos vuitens llocs a Itàlia i Austràlia. Va acabar la temporada en catorzè lloc.

#### Moto2: Pons HP40 (2011)

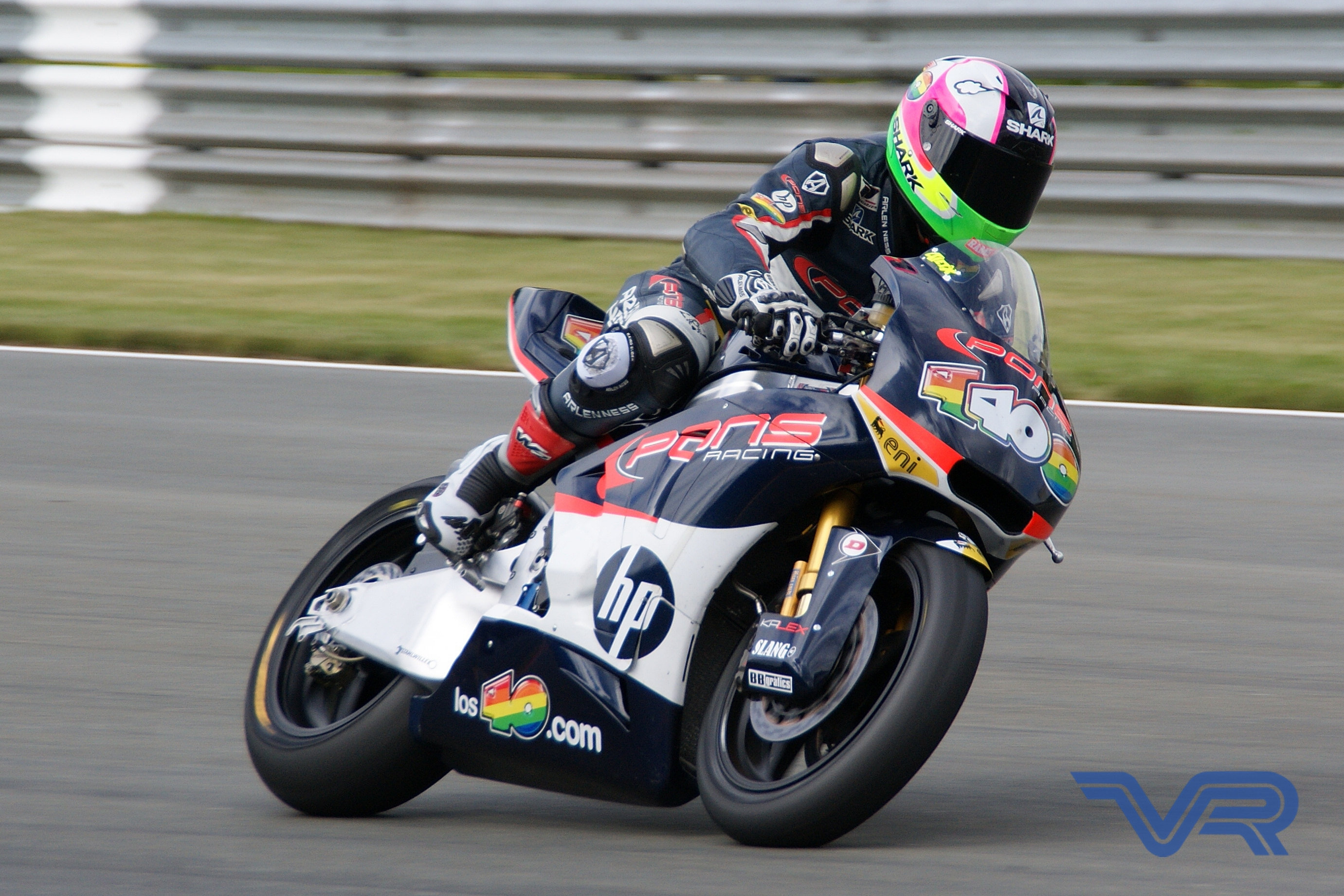
A la cursa de Moto2 del GP d'Alemanya del 2011

El 2011, Aleix va passar a córrer a Moto2 amb l'equip Pons HP40, amb Axel Pons de company. Va aconseguir un podi al Gran Premi de Catalunya i va acabar la temporada en dotzena posició final.

#### Power Electronics Aspar (2012–2013)
La temporada de 2012 tornà a pujar a la categoria de MotoGP, on ja havia competit un parell d'anys, com a company de Randy De Puniet a l'equip Power Electronics Aspar. El seu millor resultat va ser un vuitè lloc al Gran Premi de Malàisia i va acabar la temporada en dotzena posició final. El 2013 va romandre al mateix equip i va acabar la temporada en l'onzena posició final. Tant el 2012 com el 2013, Aleix Espargaró fou el millor dels pilots que participaven al mundial de MotoGP amb motos CRT (Claiming Rule Teams), fet que atorgava el títol honorífic de «Campió del Món de CRT».

#### NGM Forward Racing (2014)

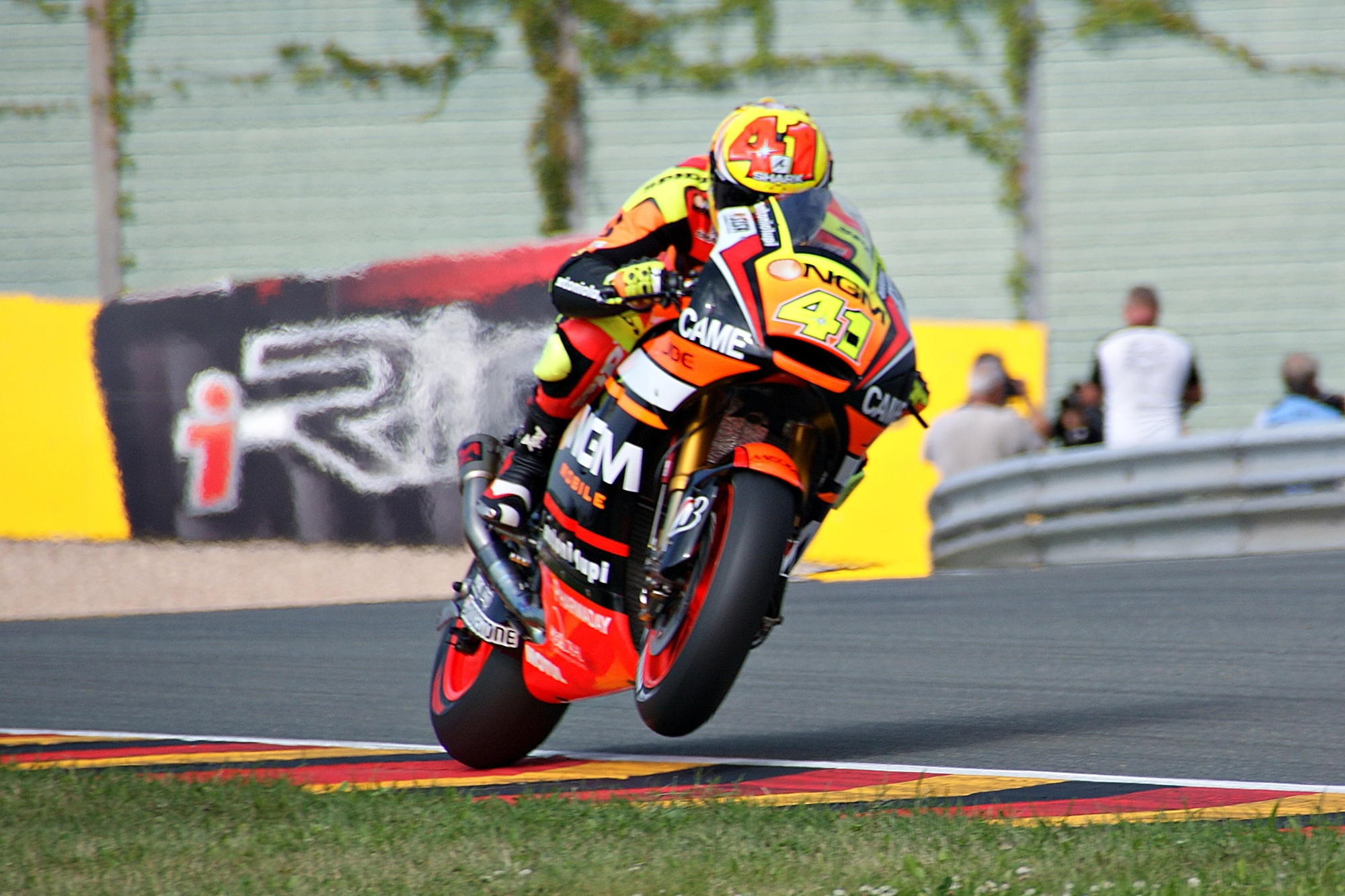
A Sachsenring el 2014

El 2014, Aleix Espargaró va passar a l'equip Forward Racing, on pilotà una Yamaha amb especificacions CRT (aleshores anomenades "Open"). El seu company d'equip era Colin Edwards. Aquella temporada, Espargaró va aconseguir el seu primer podi a MotoGP en quedar segon al Gran Premi d'Aragó i la seva primera pole position al Dutch TT d'Assen, casualment el seu 150è Gran Premi. Va acabar la temporada en setena posició final i tornà a ser el millor dels pilots equipats amb motos CRT (ara, "Open") per tercera vegada consecutiva.

#### Suzuki Ecstar (2015-2016)

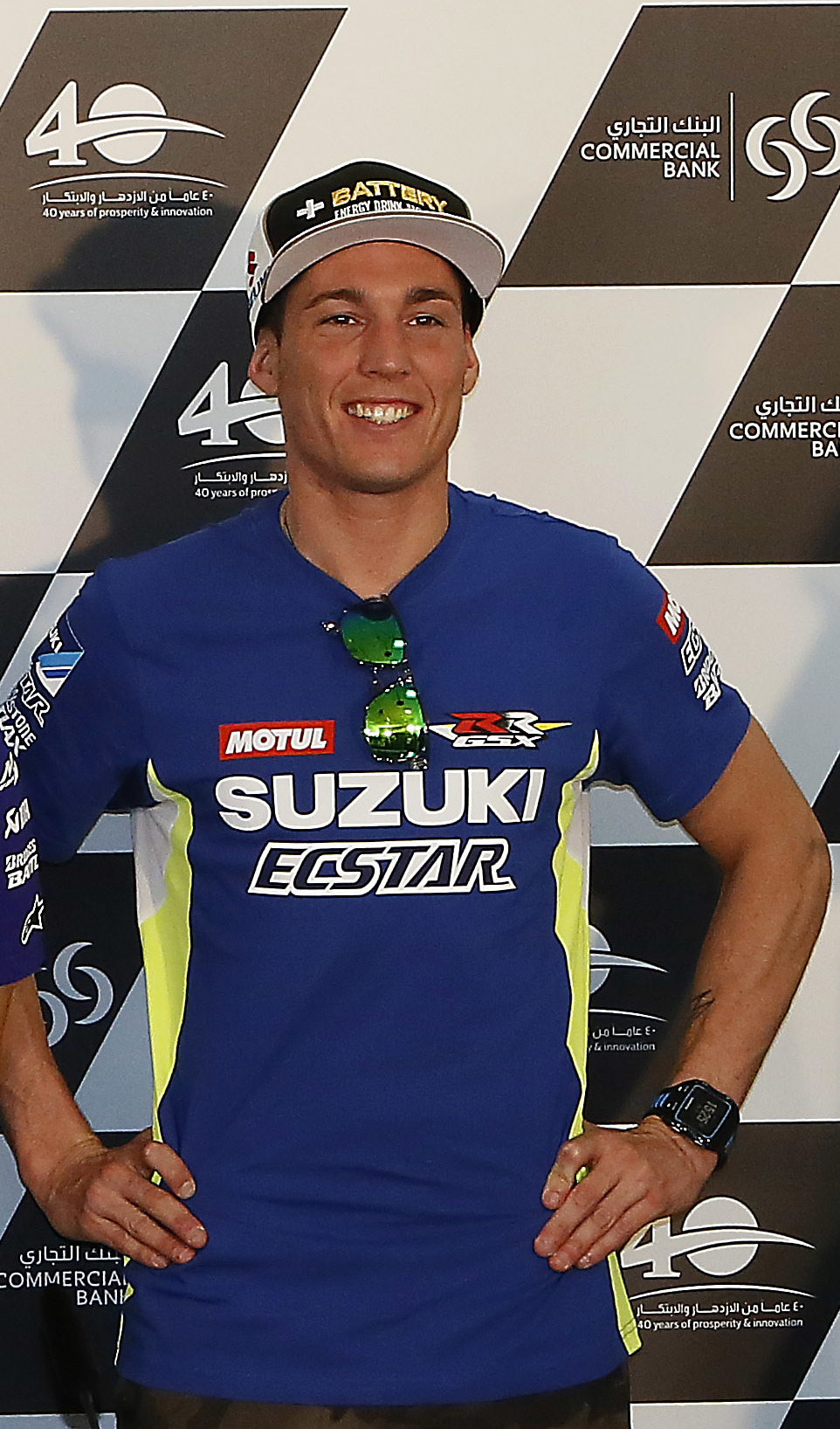
Espargaró el 2015, durant la seva etapa a Suzuki

Després d'haver dominat la classe Open la temporada del 2014, Aleix va fitxar per l'equip de fàbrica de Suzuki per a pilotar la seva nova GSX-RR a partir del 2015. El seu company d'equip seria Maverick Viñales. Aquella temporada va aconseguir la seva segona pole position al Gran Premi de Catalunya, cosa que representà la primera pole de Suzuki des del 2007. Va acabar la temporada en l'onzena posició final.
El 2016 va romandre en el mateix equip i aconseguí la quarta posició al Gran Premi del Japó com a millor resultat de la temporada. Tornà a acabar la temporada en l'onzena posició final.

#### Aprilia Racing (2017–2024)
El 2017 va passar a l'Aprilia Racing Team Gresini (ART) com a company d'equip de Sam Lowes. Va aconseguir dos sisens llocs (Gran Premi de Qatar i Aragó) com a millor resultat i acabà la temporada al quinzè lloc. Es va perdre el Gran Premi de Malàisia a causa d'una fractura del braç esquerre al Gran Premi anterior, el d'Austràlia.
El 2018 va tenir de company d'equip a Scott Redding. El seu millor resultat va ser un sisè lloc a l'Aragó i va acabar la temporada al dissetè lloc final. Es va perdre el Gran Premi d'Alemanya a causa d'una lesió patida a l'escalfament. El 2019, el seu company d'equip va ser Andrea Iannone i el seu millor resultat va ser un setè lloc a l'Aragó. Va acabar la temporada en catorzè lloc. El 2020 va seguir amb Aprilia. El seu millor resultat va ser un vuitè lloc al Gran Premi de Portugal i va acabar la temporada en dissetè lloc.

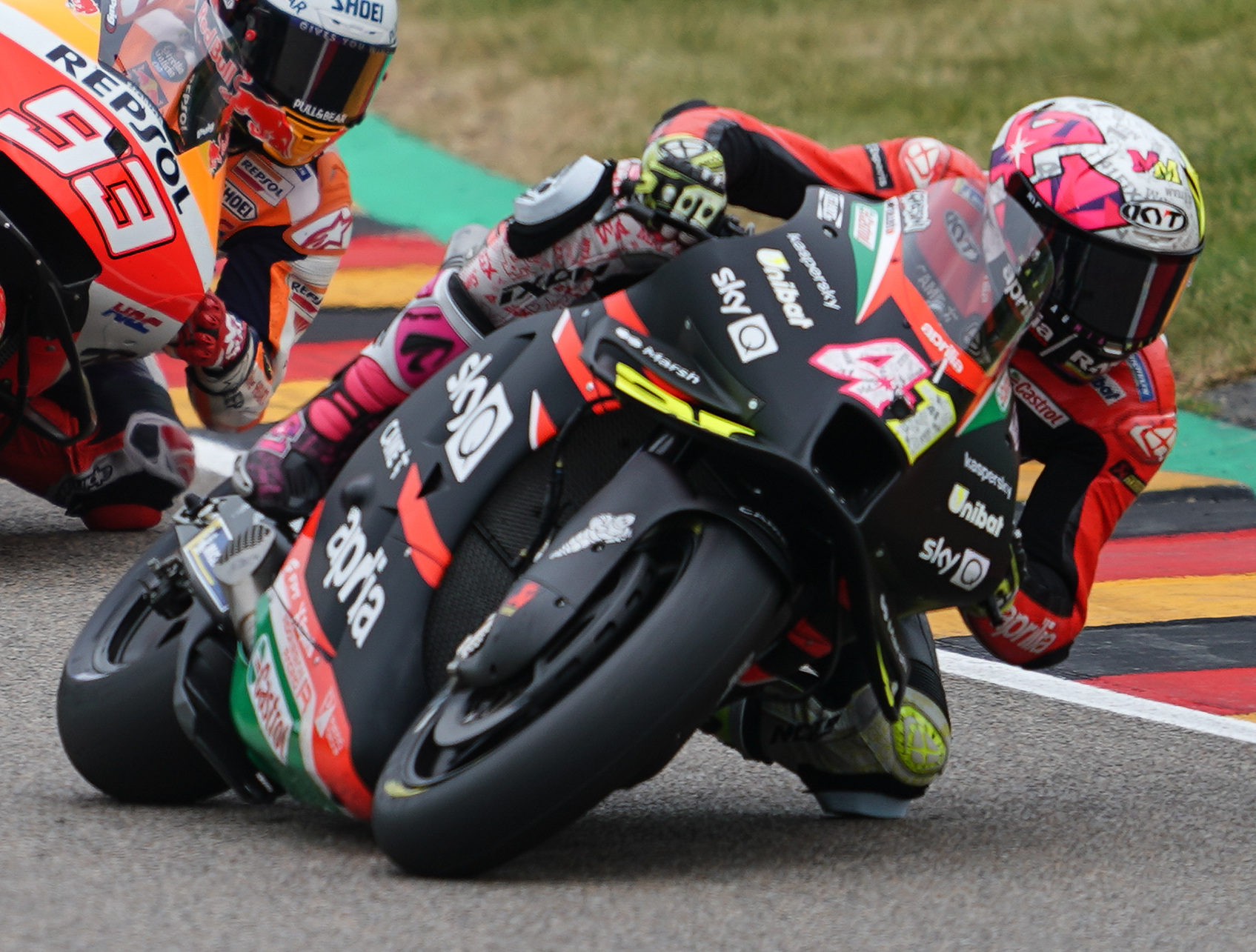
Amb l'Aprilia davant de Marc Márquez a Sachsenring el 2021

De cara a la temporada del 2021, Espargaró va seguir a Aprilia, ara amb Lorenzo Savadori de company d'equip. Aquell any, l'Aprilia va demostrar ser molt més competitiva de seguida, tant que Espargaró va poder acabar amb freqüència entre els deu primers. En concret, a Silverstone, després de sortir des de la segona fila, va acabar la cursa en tercera posició i va donar així a Aprilia el seu primer podi a MotoGP. Aquest va ser el segon podi de la carrera d'Espargaró a MotoGP després del d'Aragó del 2014, quasi set anys abans. A partir del Gran Premi d'Aragó, el seu company d'equip va ser Maverick Viñales, provinent de Yamaha.
El 2022, a la tercera ronda de la temporada, el Gran Premi de l'Argentina, Espargaró va guanyar la cursa després de sortir de la pole position. Aquesta va ser la seva primera victòria en Gran Premi, i també la d'Aprilia en MotoGP. Durant la resta de la temporada, Espargaró continuà sent un aspirant al títol fins al Gran Premi de Malàisia, tot i que finalment acabà la temporada en quarta posició (el seu millor resultat a la classe reina). El 26 de maig de 2022, Espargaró va signar una pròrroga del seu contracte amb l'equip per als anys 2023 i 2024, tot fent equip amb Maverick Viñales.
Al llarg del 2023, Espargaró va anar millorant i va aconseguir victòries a Silverstone i Montmeló. En aquest darrer Gran Premi, juntament amb Maverick Viñales va obtenir el primer resultat 1-2 de l'equip de fàbrica d'Aprilia a MotoGP. Aquests resultats van situar Espargaró a la cinquena posició provisional de la classificació de pilots. Malgrat tot, durant les últimes rondes del campionat, tant ell com l'Aprilia van decaure força i, a més a més, va patir una fractura de peroné esquerre durant la cursa Sprint del Gran Premi de Qatar després de topar amb Miguel Oliveira. Espargaró va acabar l'any en sisena posició, amb 2 punts d'avantatge sobre Viñales.

### Retirada
El 23 de maig de 2024, Espargaró va oferir una roda de premsa prèvia al Gran Premi de Catalunya en què va anunciar que es retiraria oficialment del campionat de MotoGP en acabar la temporada. El 2 de juliol, Espargaró i Honda van anunciar que el català s'incorporaria a l'estructura del fabricant japonès com a pilot de proves a partir de la temporada del 2025.

### Ciclisme
Apassionat del ciclisme de fa anys, Espargaró va anunciar a finals del 2024 que havia fitxat per l'equip americà Lidl-Trek per a fer-ne de promotor –o "ambaixador"–, amb la possibilitat de córrer alguna prova de gravel o mountain bike. Continuà, però, vinculat a Honda com a pilot provador de MotoGP i, de fet, competí al Gran Premi d'Assen. Al juny de l'any següent es va oficialitzar que faria el seu debut com a ciclista professional al Tour d'Àustria, tot i que amb l'equip continental del Lidl-Trek.

## Els campionats del món CRT i Open

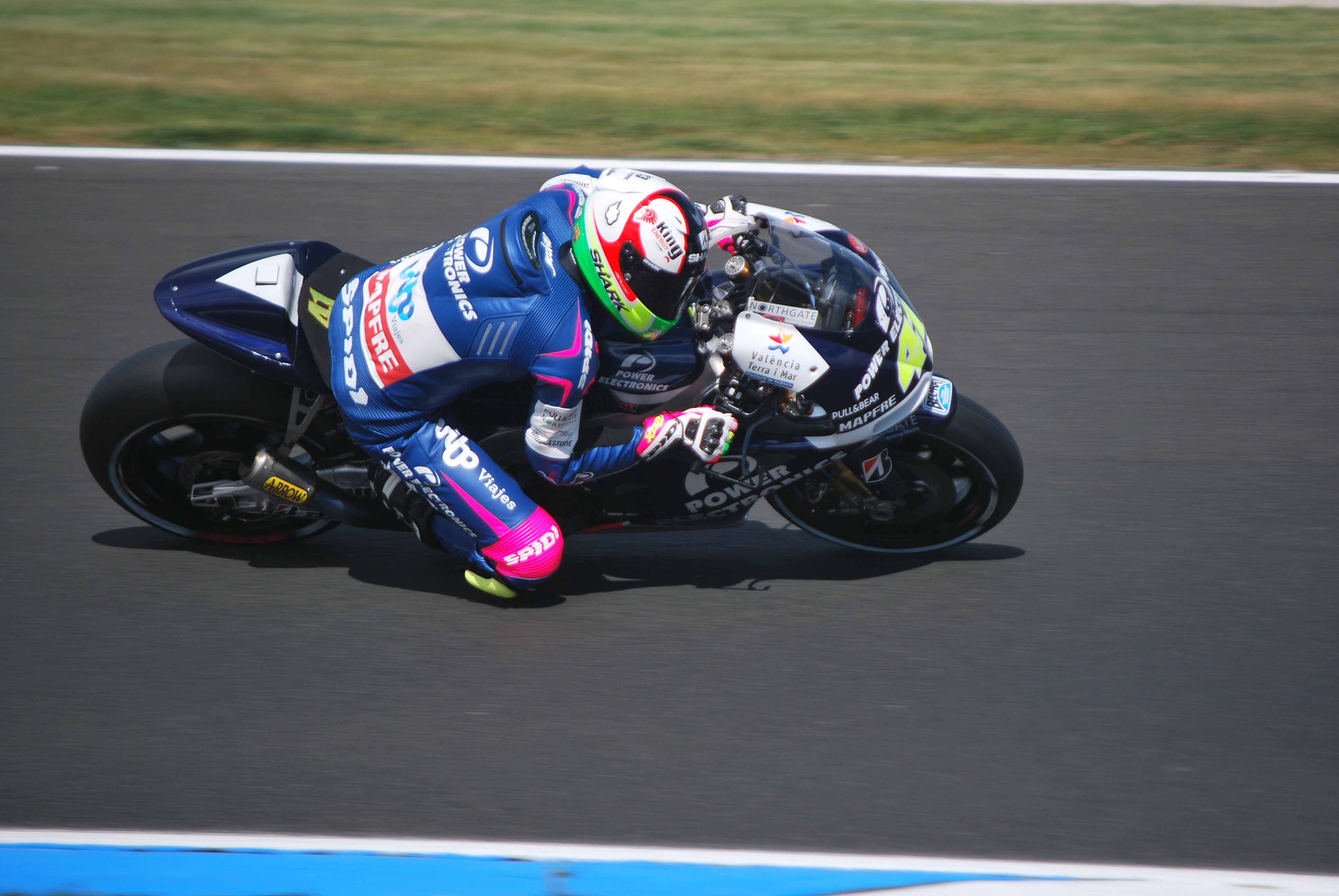
Espargaró al GP d'Austràlia del 2012 amb l'Aprilia "CRT"

Per tal de propiciar la participació de nous equips en un campionat de MotoGP cada cop més complicat tècnicament, el 2012 es va crear la categoria de motocicletes CRT (acrònim de Claiming Rule Teams). Els motors havien de ser derivats dels que s'empraven a Superbikes (els quals, alhora, derivaven dels de producció) i els equips havien de ser totalment privats, sense cap suport de fàbrica. La diferència de rendiment entre les motos CRT i les pròpies de MotoGP era, però, excessiva i l'experiència només va durar dos anys. A partir del 2014, les CRT van desaparèixer i es va introduir la nova subcategoria "Open" per a motocicletes semblants a les oficials (que s'anomenaven "Factory"), però amb una normativa menys restrictiva: podien muntar fins a dotze unitats de motor a l'any i dur dipòsits de combustible amb més capacitat. A més, havien de dur una centraleta electrònica unificada. Les motos Open van formar part del campionat fins al 2015, ja que el 2016 va entrar en vigor la centraleta única i la limitació dels dipòsits a 22 litres per a tots els participants.
Al llarg de l'existència de les subcategories CRT i Open (2012-2015), es va atorgar el títol simbòlic de Campió del Món d'aquesta categoria. Aleix Espargaró va guanyar els dos campionats CRT amb l'Aprilia ART (2012-2013) i el primer Open amb la Forward Yamaha (2014) . El darrer campionat Open el va guanyar Héctor Barberá amb la Ducati.

## Vida personal
Aleix Espargaró està casat amb Laura Montero, amb qui va sortir vuit anys abans de casar-s'hi el 23 d'agost de 2014, a Barcelona. La parella va tenir bessons el 2018: una nena, Mia, i un nen, Max.
És seguidor del FC Barcelona i del seu exjugador Bojan Krkić, a qui finalment va conèixer al Gran Premi de Catalunya del 2012. Aficionat a les cuines japonesa i italiana, és propietari de tres restaurants japonesos i dues pizzeries situats a Andorra.
Aleix Espargaró ha corregut la major part de la seva carrera a MotoGP amb el número 41, el qual va triar en homenatge a Youichi Ui, un pilot que fou dues vegades subcampió del món 125cc amb qui va coincidir durant els seus primers anys al mundial.

## Resultats al Mundial de motociclisme

### Per temporada
| Any   | Categoria | Moto           | Equip                         | Curses | Victòries | Podis | Poles | FLaps | Punts | Posició |
| ----- | --------- | -------------- | ----------------------------- | ------ | --------- | ----- | ----- | ----- | ----- | ------- |
| 2004  | 125cc     | Honda          | Racc Caja Madrid              | 1      | 0         | 0     | 0     | 0     | 0     | NC      |
| 2005  | 125cc     | Honda          | Seedorf RC3 – Tiempo Holidays | 16     | 0         | 0     | 0     | 0     | 36    | 16è     |
| 2006  | 125cc     | Honda          | Wurth Honda BQR               | 6      | 0         | 0     | 0     | 0     | 0     | NC      |
| 2006  | 250cc     | Honda          | Wurth Honda BQR               | 9      | 0         | 0     | 0     | 0     | 20    | 19è     |
| 2007  | 250cc     | Aprilia        | Blusens Aprilia               | 17     | 0         | 0     | 0     | 0     | 47    | 15è     |
| 2008  | 250cc     | Aprilia        | Lotus Aprilia                 | 16     | 0         | 0     | 0     | 0     | 92    | 12è     |
| 2009  | 250cc     | Aprilia        | Balatonring Team              | 2      | 0         | 0     | 0     | 0     | 22    | 20è     |
| 2009  | MotoGP    | Ducati         | Pramac Racing                 | 4      | 0         | 0     | 0     | 0     | 16    | 18è     |
| 2010  | MotoGP    | Ducati         | Pramac Racing                 | 18     | 0         | 0     | 0     | 0     | 65    | 14è     |
| 2011  | Moto2     | Pons Kalex     | Pons HP40                     | 17     | 0         | 1     | 0     | 0     | 76    | 12è     |
| 2012  | MotoGP    | ART            | Power Electronics Aspar       | 18     | 0         | 0     | 0     | 0     | 74    | 12è     |
| 2013  | MotoGP    | ART            | Power Electronics Aspar       | 18     | 0         | 0     | 0     | 0     | 93    | 11è     |
| 2014  | MotoGP    | Forward Yamaha | NGM Forward Racing            | 18     | 0         | 1     | 1     | 0     | 126   | 7è      |
| 2015  | MotoGP    | Suzuki         | Team Suzuki Ecstar            | 18     | 0         | 0     | 1     | 0     | 105   | 11è     |
| 2016  | MotoGP    | Suzuki         | Team Suzuki Ecstar            | 18     | 0         | 0     | 0     | 0     | 93    | 11è     |
| 2017  | MotoGP    | Aprilia        | Aprilia Racing Team Gresini   | 17     | 0         | 0     | 0     | 0     | 62    | 15è     |
| 2018  | MotoGP    | Aprilia        | Aprilia Racing Team Gresini   | 17     | 0         | 0     | 0     | 0     | 44    | 17è     |
| 2019  | MotoGP    | Aprilia        | Aprilia Racing Team Gresini   | 19     | 0         | 0     | 0     | 0     | 63    | 14è     |
| 2020  | MotoGP    | Aprilia        | Aprilia Racing Team Gresini   | 14     | 0         | 0     | 0     | 0     | 42    | 17è     |
| 2021  | MotoGP    | Aprilia        | Aprilia Racing Team Gresini   | 18     | 0         | 1     | 0     | 0     | 120   | 8è      |
| 2022  | MotoGP    | Aprilia        | Aprilia Racing                | 20     | 1         | 6     | 2     | 2     | 212   | 4t      |
| 2023  | MotoGP    | Aprilia        | Aprilia Racing                | 20     | 2         | 3     | 1     | 2     | 206   | 6è      |
| 2024  | MotoGP    | Aprilia        | Aprilia Racing                | 18     | 0         | 0     | 2     | 1     | 163   | 11è     |
| Total | Total     | Total          | Total                         | 339    | 3         | 12    | 7     | 5     | 1777  |         |

### Per categoria
| Categoria | Anys                       | 1r GP                     | 1r Podi         | 1a victòria     | Curses | Victòries | Podis | Poles | FLaps | Punts | Títols |
| --------- | -------------------------- | ------------------------- | --------------- | --------------- | ------ | --------- | ----- | ----- | ----- | ----- | ------ |
| 125cc     | 2004–2006                  | 2004 Comunitat Valenciana |                 |                 | 23     | 0         | 0     | 0     | 0     | 36    | 0      |
| 250cc     | 2006–2009                  | 2006 Països Baixos        |                 |                 | 44     | 0         | 0     | 0     | 0     | 181   | 0      |
| Moto2     | 2011                       | 2011 Qatar                | 2011 Catalunya  |                 | 17     | 0         | 1     | 0     | 0     | 76    | 0      |
| MotoGP    | 2009–2010, 2012–actualitat | 2009 Indianàpolis         | 2014 Aragó      | 2022 Argentina  | 255    | 3         | 11    | 7     | 5     | 1484  | 0      |
| Total     | 2004–actualitat            | 2004–actualitat           | 2004–actualitat | 2004–actualitat | 339    | 3         | 12    | 7     | 5     | 1777  | 0      |

### Curses per any
Barem de puntuació de 1993 ençà:
| Posició | 1  | 2  | 3  | 4  | 5  | 6  | 7 | 8 | 9 | 10                | 11                | 12                | 13                | 14                | 15                |                   |
| Cursa   | 25 | 20 | 16 | 13 | 11 | 10 | 9 | 8 | 7 | 6                 | 5                 | 4                 | 3                 | 2                 | 1                 |                   |
| Sprint  | 12 | 9  | 7  | 6  | 5  | 4  | 3 | 2 | 1 | [ Nota Sprint 1 ] | [ Nota Sprint 1 ] | [ Nota Sprint 1 ] | [ Nota Sprint 1 ] | [ Nota Sprint 1 ] | [ Nota Sprint 1 ] | [ Nota Sprint 1 ] |

1. ↑  La cursa Sprint per a la categoria MotoGP va ser introduïda la temporada del 2023

(Ids. Grans Premis | Llegenda) (Curses en negreta indiquen pole; curses en  itàlica indiquen volta ràpida; les posicions en superíndex són les de la cursa Sprint)
| Any  | Categoria | Moto           | 1       | 2       | 3        | 4       | 5       | 6       | 7       | 8       | 9       | 10      | 11      | 12      | 13      | 14     | 15      | 16      | 17      | 18      | 19      | 20      | Pos | Pts |
| ---- | --------- | -------------- | ------- | ------- | -------- | ------- | ------- | ------- | ------- | ------- | ------- | ------- | ------- | ------- | ------- | ------ | ------- | ------- | ------- | ------- | ------- | ------- | --- | --- |
| 2004 | 125cc     | Honda          | RSA     | ESP     | FRA      | ITA     | CAT     | NED     | RIO     | GER     | GBR     | CZE     | POR     | JPN     | QAT     | MAL    | AUS     | VAL 24  |         |         |         |         | NC  | 0   |
| 2005 | 125cc     | Honda          | ESP 14  | POR 16  | CHN 7    | FRA 12  | ITA 17  | CAT 15  | NED Ret | GBR Ret | GER 9   | CZE 13  | JPN 12  | MAL 15  | QAT 18  | AUS 17 | TUR 17  | VAL 11  |         |         |         |         | 16è | 36  |
| 2006 | 125cc     | Honda          | ESP Ret | QAT 17  | TUR 21   | CHN 16  | FRA DNQ | ITA Ret | CAT Ret |         |         |         |         |         |         |        |         |         |         |         |         |         | NC  | 0   |
| 2006 | 250cc     | Honda          |         |         |          |         |         |         |         |         | NED 15  | GBR 12  | GER 15  | CZE Ret | MAL 9   | AUS 15 | JPN Ret | POR 13  | VAL 13  |         |         |         | 19è | 20  |
| 2007 | 250cc     | Aprilia        | QAT 11  | ESP Ret | TUR 11   | CHN 11  | FRA 18  | ITA 12  | CAT 20  | GBR Ret | NED 17  | GER 11  | CZE 13  | SM 12   | POR 12  | JPN 17 | AUS 14  | MAL 10  | VAL 12  |         |         |         | 15è | 47  |
| 2008 | 250cc     | Aprilia        | QAT 9   | ESP 9   | POR 11   | CHN 9   | FRA 9   | ITA 9   | CAT Ret | GBR 10  | NED 17  | GER 13  | CZE 10  | SM Ret  | INP C   | JPN 7  | AUS 8   | MAL 5   | VAL 7   |         |         |         | 12è | 92  |
| 2009 | 250cc     | Aprilia        | QAT     | JPN     | ESP      | FRA     | ITA     | CAT     | NED 4   | GER 7   | GBR     | CZE     |         |         |         |        |         |         |         |         |         |         | 20è | 22  |
| 2009 | MotoGP    | Ducati         |         |         |          |         |         |         |         |         |         |         |         | INP 13  | SM 11   | POR    | AUS     | MAL 11  | VAL 13  |         |         |         | 18è | 16  |
| 2010 | MotoGP    | Ducati         | QAT Ret | ESP 15  | FRA 9    | ITA 8   | GBR 10  | NED 10  | CAT Ret | GER Ret | USA Ret | CZE 12  | INP 9   | SM 11   | ARA 10  | JPN 14 | MAL Ret | AUS 8   | POR Ret | VAL 11  |         |         | 14è | 65  |
| 2011 | Moto2     | Pons Kalex     | QAT 11  | ESP 24  | POR Ret  | FRA 6   | CAT 3   | GBR 18  | NED 16  | ITA 9   | GER Ret | CZE 6   | INP 10  | SM Ret  | ARA 5   | JPN 31 | AUS 13  | MAL 8   | VAL 21  |         |         |         | 12è | 76  |
| 2012 | MotoGP    | ART            | QAT 15  | ESP 12  | POR 12   | FRA 13  | CAT 13  | GBR 11  | NED Ret | GER 13  | ITA 13  | USA 9   | INP 10  | CZE 10  | SM Ret  | ARA 10 | JPN 12  | MAL 8   | AUS 10  | VAL 11  |         |         | 12è | 74  |
| 2013 | MotoGP    | ART            | QAT 11  | AME 11  | ESP 9    | FRA 13  | ITA 8   | CAT 8   | NED 8   | GER 8   | USA Ret | INP 12  | CZE 10  | GBR 10  | SM 13   | ARA 11 | MAL 9   | AUS 11  | JPN Ret | VAL 11  |         |         | 11è | 93  |
| 2014 | MotoGP    | Forward Yamaha | QAT 4   | AME 9   | ARG 15   | ESP 7   | FRA 9   | ITA 9   | CAT 6   | NED 4   | GER 6   | INP Ret | CZE 8   | GBR 9   | SM Ret  | ARA 2  | JPN 11  | AUS Ret | MAL Ret | VAL 7   |         |         | 7è  | 126 |
| 2015 | MotoGP    | Suzuki         | QAT 11  | AME 8   | ARG 7    | ESP 7   | FRA Ret | ITA Ret | CAT Ret | NED 9   | GER 10  | INP 14  | CZE 9   | GBR 9   | SM 10   | ARA 6  | JPN 11  | AUS 9   | MAL 7   | VAL 8   |         |         | 11è | 105 |
| 2016 | MotoGP    | Suzuki         | QAT 11  | ARG 11  | AME 5    | ESP 5   | FRA 6   | ITA 9   | CAT Ret | NED Ret | GER 14  | AUT Ret | CZE Ret | GBR 7   | SM Ret  | ARA 7  | JPN 4   | AUS Ret | MAL 13  | VAL 8   |         |         | 11è | 93  |
| 2017 | MotoGP    | Aprilia        | QAT 6   | ARG Ret | AME 17   | ESP 9   | FRA Ret | ITA Ret | CAT Ret | NED 10  | GER 7   | CZE 8   | AUT 13  | GBR Ret | SM Ret  | ARA 6  | JPN 7   | AUS Ret | MAL     | VAL Ret |         |         | 15è | 62  |
| 2018 | MotoGP    | Aprilia        | QAT 19  | ARG Ret | AME 10   | ESP Ret | FRA 9   | ITA Ret | CAT Ret | NED 13  | GER DNS | CZE 15  | AUT 17  | GBR C   | SM 14   | ARA 6  | THA 13  | JPN Ret | AUS 9   | MAL 11  | VAL Ret |         | 17è | 44  |
| 2019 | MotoGP    | Aprilia        | QAT 10  | ARG 9   | AME Ret  | ESP 11  | FRA 12  | ITA 11  | CAT Ret | NED 12  | GER Ret | CZE 18  | AUT 14  | GBR Ret | SM 12   | ARA 7  | THA Ret | JPN 15  | AUS 10  | MAL 13  | VAL 9   |         | 14è | 63  |
| 2020 | MotoGP    | Aprilia        | ESP Ret | ANC Ret | CZE 10   | AUT 11  | STY 12  | SM 13   | EMI Ret | CAT 12  | FRA 14  | ARA 13  | TER Ret | EUR Ret | VAL 9   | POR 8  |         |         |         |         |         |         | 17è | 42  |
| 2021 | MotoGP    | Aprilia        | QAT 7   | DOH 10  | POR 6    | ESP 6   | FRA Ret | ITA 7   | CAT Ret | GER 7   | NED 8   | STY Ret | AUT 10  | GBR 3   | ARA 4   | SM 8   | AME Ret | EMI 7   | ALR Ret | VAL 9   |         |         | 8è  | 120 |
| 2022 | MotoGP    | Aprilia        | QAT 4   | INA 9   | ARG 1    | AME 11  | POR 3   | ESP 3   | FRA 3   | ITA 3   | CAT 5   | GER 4   | NED 4   | GBR 9   | AUT 6   | SM 6   | ARA 3   | JPN 16  | THA 11  | AUS 9   | MAL 10  | VAL Ret | 4t  | 212 |
| 2023 | MotoGP    | Aprilia        | POR 96  | ARG 15  | AME Ret4 | ESP 5   | FRA 58  | ITA 68  | GER 169 | NED 34  | GBR 15  | AUT 97  | CAT 1   | SM 128  | IND Ret | JPN 5  | INA 10  | AUS 8   | THA 85  | MAL Ret | QAT Ret | VAL 8   | 6è  | 206 |
| 2024 | MotoGP    | Aprilia        | QAT 83  | POR 8   | AME 75   | ESP Ret | FRA 95  | CAT 41  | ITA 119 | NED DNS | GER WD  | GBR 63  | AUT 93  | ARA 10  | SM Ret  | EMI 8  | INA Ret | JPN 9   | AUS 168 | THA 9   | MAL 13  | SLD 54  | 11è | 163 |